# One of the Girls
«One of the Girls» — песня канадского певца The Weeknd, южнокорейской певицы Дженни (Blackpink) и французско-американской актрисы Лили-Роуз Депп, изданная 8 декабря 2023 года звукозаписывающими лейблами XO и Republic. Она была выпущена в качестве первого сингла с альбома The Idol Episode 4 (Music from the HBO Original Series) — мини-альбома EP с музыкой из четвёртого эпизода телесериала HBO «Кумир (Идол)», в котором снялись три исполнителя.

## История
В 2023 году Абель Тесфайе, известный как The Weeknd, снялся в драматическом сериале для HBO под названием «Кумир (Идол)», в котором также снялись певица Дженни из южнокорейской группы Blackpink и актриса Лили-Роуз Депп (дочь актёра Джонни Деппа и французской певицы и актрисы Ванессы Паради).
Трек был выпущен 23 июня 2023 года для цифрового скачивания и потокового воспроизведения, наряду с остальными частями мини-альбома EP
8 декабря 2023 года песня была выпущена в качестве официального сингла, наряду с ускоренной, замедленной, инструментальной и акапельной версиями трека.

## Композиция
Песня «One of the Girls» была написана Абелем Тесфайе, Лили-Роуз Депп, Майком Дином, Рэмси и Сэмом Левинсоном, и спродюсирована Майком Дином, Сейджем Сколфилдом и The Weeknd. Она описывается как R&B-номера в стиле «даунтемпо» и «под управлением синтезатора». Песня затрагивает «эмоционально мучительные» темы «контроля, славы, желания и стокгольмского синдрома». Она связана с сюжетом фильма «Идол», в котором рассказывается о сексуальных отношениях между поп-звездой Джослин (в исполнении Депп) и лидером культа Тедросом (в исполнении Тесфайе). Дженни озвучивает вступление и бридж к песне, включая слова «Запри меня и выбрось ключ / Он знает, как извлечь из меня все самое лучшее»). Тесфайе и Депп обмениваются куплетами о БДСМ и удушении в оставшейся части песни. Депп говорит: «Руки на моей шее, пока ты толкаешь ее вверх», а Тесфайе поет: «Возьми меня и души, пока я не потеряю сознание». В припеве Депп объясняет, что хочет быть «одной из твоих девочек сегодня вечером».

## Отзывы
Песня получила смешанные отзывы от музыкальных критиков. Filmfare высоко оценил продюсирование и вокал «One of the Girls», заявив, что в песне «чувствуется соблазн благодаря тонким синтезаторам, мощным басам и впечатляющему трэп-стилю, который дополняет текст». Кроме того, они отметили, что фирменный голос The Weeknd «дополняет придыхательный вокал Дженни и богатый и прекрасный голос Лили-Роуз Депп». Стеффани Ванг из Nylon описала ритм как «декадентски плюшевый» и отметила, что откровенные тексты лучше работают в контексте музыки, а не шоу. Что касается вокала, то она нашла, что «различные тональности их голосов гармонично переплетаются, как коса», и особенно похвалила Дженни за то, что она подчеркнула свой голос в другом контексте, впервые попробовав себя в R&B, сказав, что песня «самая чувственная, отчаянная и эмоциональная из всех, в которых она когда-либо звучала». Однако Зои Гай из Vulture раскритиковала «броскую лирику» песни, заявив, что она «умудряется совершить плотский грех — сделать секс скучным». Джулианна Эскобедо Шепард, написавшая обзор для Pitchfork, считает, что для начинающей певицы Лили-Роуз Депп «легкий скрежет правдоподобен», и соглашается, что песню «не может спасти даже Дженни из Blackpink».

## Музыкальное видео
Официальный видеоклип на «One of the Girls» был выпущен 6 июля 2023 года. Он состоит из монтажа сцен из фильма «Кумир (Идол)» с участием Weeknd, Дженни и Лили-Роуз Депп.

## Список треков
- Стриминг/цифровые загрузки[3]

1. «One of the Girls» — 4:04
2. «One of the Girls» (sped up) — 3:35
3. «One of the Girls» (slowed) — 5:05
4. «One of the Girls» (instrumental) — 4:04
5. «One of the Girls» (a capella) — 4:04

## Позиции в хит-парадах
| Чарт (2023)                                    | Высшая позиция |
| ---------------------------------------------- | -------------- |
| Канада (Billboard Canadian Hot 100)            | 65             |
| Мир (Billboard Global 200)                     | 67             |
| Греция (IFPI)                                  | 22             |
| Венгрия (Single Top 40)                        | 4              |
| Индонезия (Billboard)                          | 6              |
| Литва (AGATA)                                  | 20             |
| Малайзия (Billboard)                           | 6              |
| Малайзия International (RIM)                   | 4              |
| Новая Зеландия (RMNZ)                          | 9              |
| Португалия (AFP)                               | 164            |
| Сингапур (RIAS)                                | 14             |
| Республика Корея BGM (Circle)                  | 75             |
| Республика Корея Download (Circle)             | 141            |
| Великобритания (UK Singles Chart)              | 60             |
| США (Billboard Bubbling Under Hot 100 Singles) | 17             |
| США (Billboard Hot R&B/Hip-Hop Songs)          | 35             |
| Вьетнам (Vietnam Hot 100)                      | 6              |

## История релиза
| Регион | Дата           | Формат                     | Лейбл       | Ссылка |
| ------ | -------------- | -------------------------- | ----------- | ------ |
| Мир    | 8 декабря 2023 | Цифровые загрузки стриминг | XO Republic | [ 3 ]  |